# Héloïse Pelloquet
Héloïse Pelloquet (geboren 1988 in Cholet, Maine-et-Loire) ist eine französische Filmeditorin und Filmregisseurin.

## Leben
Héloïse Pelloquet wuchs im Westen Frankreichs auf. Von 2008 bis 2009 besuchte sie eine Literatur-Vorbereitungsklasse am Gymnasium Henri Bergson in Angers. 2009 nahm sie ein Bachelorstudium in den Fächern Literatur und Film an der Universität Sorbonne Nouvelle in Paris auf. Eine erste filmische Arbeit im Jahr 2009 bildete eine Dokumentation über mündliche Überlieferungen. Von 2010 bis 2014 studierte sie an der Filmhochschule La Femis im Studiengang Filmschnitt. Noch im Rahmen des Studiums drehte sie ihren ersten fiktionalen Kurzfilm, Comme une grande, der 2015 veröffentlicht wurde. 
Ab 2012 war Pelloquet parallel zum Studium als Schnittassistentin beschäftigt. Neben Regiearbeiten an eigenen Kurz- und Langfilmen ist sie seit 2016 als Filmeditorin tätig.

## Werk
Für ihre Kurzfilme wurde Héloïse Pelloquet mit zahlreichen Preisen ausgezeichnet. Ihr erster Langspielfilm, Wild wie das Meer, für den sie zusammen mit Rémi Brachet auch für das Drehbuch verantwortlich zeichnete, kam im Dezember 2022 in die Kinos und wurde im Dezember 2024 auf Arte gezeigt. Er war auf dem Festival du Film Francophone d’Angoulême zu sehen und erhielt eine Nominierung für den Louis-Delluc-Preis 2022 als bester Erstlingsfilm. Sie erzählt darin die Geschichte einer Liebesbeziehung zwischen der verheirateten Fischerin Chiara (Cécile de France) und ihrem 25 Jahre jüngeren Lehrling Maxence (Félix Lefebvre).
Häufig spielen ihre Filme in der Gegend, aus der sie stammt, der Vendée. Vier ihrer Filme spielen auf der Insel Noirmoutier, wo sie einen Großteil ihrer Jugend verbrachte. Auch ihr Debütlangfilm Wild wie das Meer wurde 2021, während der Covid-19-Pandemie, auf der Insel gedreht. Für die Dreharbeiten stand nur ein kleines Budget von 200.000 Euro zur Verfügung.
Charakteristisch für die Entstehung von Pelloquets Filmen ist die Einbeziehung von Laiendarstellern aus der Region, in der sie dreht. Oft entwickeln sich kleinere Rollen aus dem Umfeld und Charakter der Menschen, die diese Rollen übernehmen. Während der Arbeit am Film erhalten sie kein fertiges Dialogbuch, sondern nur den Kontext der Erzählung, was aus Sicht der Regisseurin eine naturalistische Annäherung an das Lebensumfeld der Charaktere erlaubt.

## Filmografie (Auswahl)

### Regie
- 2015: Comme une grande (Kurzfilm)
- 2016: Ruf der Sirenen (Kurzfilm)
- 2018: Herzensangelegenheiten (Kurzfilm)
- 2022: Wild wie das Meer

### Schnitt
- 2018: Il respire encore, Regie: Anca Hirte
- 2018: Les Météorites, Regie: Romain Laguna
- 2020: La Fin des rois, Regie: Rémi Brachet (Kurzfilm)
- 2020: À l'abordage, Regie: Guillaume Brac
- 2021: Petite Solange, Regie: Axelle Ropert
- 2023: Animalia, Regie: Sofia Alaoui
- 2023: Les Meutes, Regie: Kamal Lazraq
- 2023: L'Homme d'argile, Regie: Anaïs Tellenne
- 2024: Juliette au printemps, Regie: Blandine Lenoir
- 2024: L'Etat sauvage, Regie: Audrey Bauduin
- 2024: Pourquoi tu souris, Regie: Chad Chenouga und Christine Paillard
- 2025: Nur für einen Tag (Partir un jour), Regie: Amélie Bonnin